# Aeschynanthus nervosus
Aeschynanthus nervosus är en tvåhjärtbladig växtart som först beskrevs av Adolph Daniel Edward Elmer, och fick sitt nu gällande namn av Rudolf Schlechter. Aeschynanthus nervosus ingår i släktet Aeschynanthus och familjen Gesneriaceae. Inga underarter finns listade i Catalogue of Life.